# Мохамед Мінту Шейх
Мохамед Мінту Шейх (бенг. মোহাম্মদ মিন্টু শেখ, нар. 29 січня 1990, Магура) — бангладеський футболіст, який грав на позиції захисника. Відомий за виступами у складі низки бангладеських клубів і національній збірній Бангладеш, у якій грав протягом 2010—2012 років.

## Клубна кар'єра
Мохамед Мінту Шейх розпочав виступи на футбольних полях у 2009 році в складі клубу «Фені». У 2010 році футболіст перейшов до складу клубу «Шейх Джамал Дхамонді Клаб», у складі якого грав до кінця 2011 року, та став у його складі чемпіоном Бангладеш. На початку 2012 року Мінту Шейх перейшов до складу клубу «Мохамеддан» (Дакка), у складі якого у 2013 році став володарем Суперкубку Бангладеш, та грав у його складі до кінця 2015 року. У 2016—2017 роках футболіст граву складі клубу «Шейх Руссель», після чого повернувся до складу клубу «Мохамеддан», у якому й завершив виступи на футбольних полях у 2019 році.

## Виступи за збірну
У 2010 році Мохамед Мінту Шейх дебютував у складі молодіжної збірної Бангладеш. У складі молодіжної збірної того ж року став переможцем Південноазійських ігор. У цьому ж році в складі посиленої молодіжної збірної брав участь у футбольному турнірі Азійських ігор. У 2010 році футболіст дебютував у складі національної збірної Бангладеш. У складі національної збірної грав до 2012 року, зіграв у складі збірної 6 матчів.